# Morový sloup (Moravská Třebová)
Morový sloup v Moravské Třebové se nachází na náměstí T. G. Masaryka.

## Historie
V letech 1715–1716 sužovala Moravskou Třebovou morová epidemie. Výstavbou sloupu byl pověřen Jan Sturmer, původem z Královce, měšťan a cechovní sochař olomoucký.

## Výzdoba
Sloup je zlacený, opatřený i latinskými nápisy a sochami světců. Ve spodní rovině jsou sochy sv. Šebestiána, sv. Rocha, sv. Karla Boromejského a sv. Františka Xaverského. Dále zde jsou menší sochy sv. Josefa, sv. Antonína Paduánského, sv. Petra z Alkantry a sv. Jana Nepomuckého.